# Maryshly
Maryshly är en ort i Azerbajdzjan.   Den ligger i distriktet Saljan, i den sydöstra delen av landet, 120 km sydväst om huvudstaden Baku. Antalet invånare är 2 050.
Terrängen runt Maryshly är mycket platt. Närmaste större samhälle är Salyan, 6,4 km nordost om Maryshly.
Trakten runt Maryshly består till största delen av jordbruksmark. Runt Maryshly är det ganska tätbefolkat, med 52 invånare per kvadratkilometer.